# Roosendaal (Willemstad)
Roosendaal, Rosendaal – osada (buurt)  w dzielnicy Rosendaal miasta Willemstad, w dystrykcie Willemstad, w kraju autonomicznym Curaçao, należącym do Holandii, w Ameryce Południowej. 20 października 2023 r. liczyła 431 mieszkańców.  